# Euspiralta
Euspiralta is een geslacht van weekdieren uit de klasse van de Gastropoda (slakken).

## Soort
- Euspiralta santoensis K. Monsecour & Pelorce, 2013